# Caii de dimineață
Caii de dimineață este un film românesc din 1986 regizat de Nicolae Cabel.

## Prezentare
Documentar despre crescătorii de cai din comuna Rușețu, Buzău.